# Alejandro Tapia
Alejandro Hernán Tapia Campos (Niquinohomo, Masaya, 28 de marzo de 1993) es un futbolista nicaragüense. Juega como Defensa y su equipo actual es el Walter Ferretti de la Primera División de Nicaragua.

## Trayectoria
Nació en Niquinohomo del departamento de Masaya, el 28 de marzo de 1993, lugar donde militó en varios clubes amaters en categorías infantiles y juveniles. En 2011 pasa a ser jugador del club más grande de Nicaragua, Diriangén. Allí tuvo muy buenos torneos, y luego fue transferido al club capitalino Juventus Managua. Para mediados de 2014, Walter Ferretti, anunció la compra de Tapia; en el cuadro policial logró coronarse campeón del fútbol nicaragüense en el Torneo Apertura 2014.

## Selección nacional
Ha internacionalizado con la selección nicaragüense de fútbol en cinco ocasiones. Debutó en un amistoso contra Puerto Rico el 26 de febrero de 2012, el cual terminó con goleada nicaragüense 4:1.

## Clubes
| Club             | País      | Año             |
| ---------------- | --------- | --------------- |
| Diriangén        | Nicaragua | 2011-2013       |
| Juventus Managua | Nicaragua | 2013-2014       |
| Walter Ferretti  | Nicaragua | 2014-actualidad |

## Palmarés

### Campeonatos nacionales
| Título                | Club            | País      | Año  |
| --------------------- | --------------- | --------- | ---- |
| Apertura nicaragüense | Walter Ferretti | Nicaragua | 2014 |